# Río Negro (fiume Argentina)
Il Río Negro è il più importante fiume della provincia argentina di Rio Negro. Si snoda su una lunghezza di 635 km e il suo bacino idrografico copre una superficie di 132.275 km².

## Percorso
Nasce dalla confluenza con il fiume Limay e il fiume Neuquén al confine con la Provincia di Neuquén, e scorre verso sud-est gettandosi infine nell'Oceano Atlantico, vicino alla spiaggia di El Cóndor, circa 30 chilometri a sud di Viedma, capitale della provincia.